# Synagoga Gmilus Chasidim Debais Hakneses w Krakowie
Synagoga Gmilus Chasidim Debais Hakneses – synagoga znajdująca się na Kazimierzu w Krakowie, w zabytkowej kamienicy przy ulicy Szerokiej 28 (adres także ul. Ciemna 2).
Synagoga została założona z inicjatywy towarzystwa Gmilus Chasidim Debais Hakneses, które działało przy synagodze Starej. Podczas II wojny światowej, hitlerowcy zdewastowali synagogę. Od czasu zakończenia wojny w synagodze znajdują się mieszkania. 
Do dziś nic się nie zachowało z pierwotnego wyposażenia synagogi, które by mogły wskazywać na jej pierwotny charakter. Sala modlitewna prawdopodobnie znajdowała się na parterze, na co wskazywać mogą półokrągle zakończone okna.